# Institut Saint-Philippe-Néri

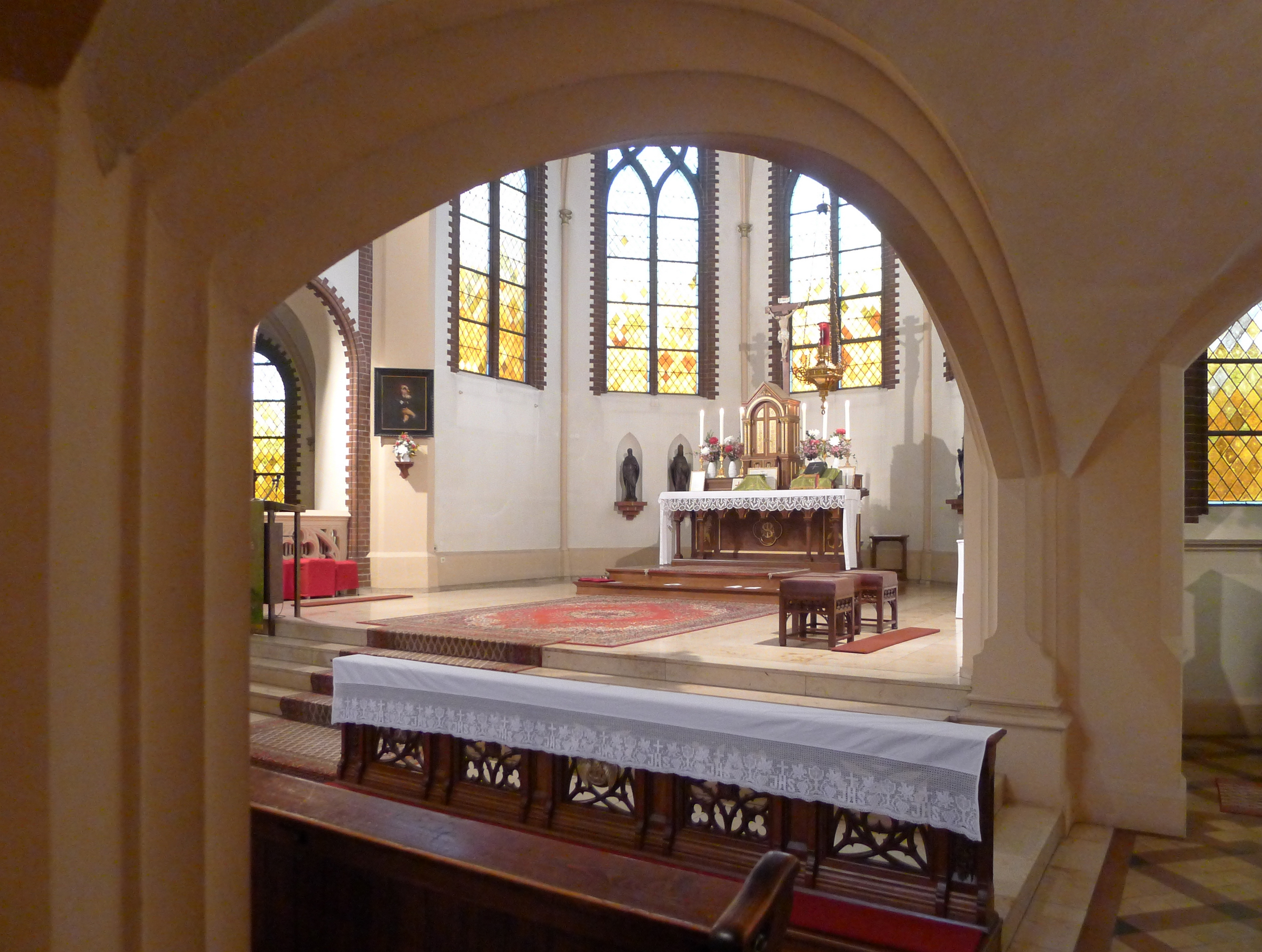
Maître-autel de l'église Sainte-Afre.

L'Institut Saint-Philippe-Néri (Institut Sankt Philipp Neri) est une communauté de prêtres catholiques fondée en 2003 à Berlin. Elle a été érigée en société de vie apostolique par le cardinal Darío Castrillón Hoyos. Elle réunit des prêtres allemands dans l'esprit de la congrégation de l'Oratoire de saint Philippe Néri.
Elle a  obtenu le 25 mai 2004 le statut de société de vie apostolique de droit pontifical. Cette société a obtenu selon les dispositions du Motu proprio Ecclesia Dei de 1988 le privilège de l'utilisation des livres liturgiques de 1962 (les derniers à porter dans le titre l'indication d'être publiés ex decreto sacrostancti Concilii Tridentini – par décret du Concile de Trente).
Elle compte une petite dizaine de membres, réunis autour de l'abbé Gerald Goesche, prévot général, autrefois prêtre du diocèse d'Aix-la-Chapelle et de la Fraternité sacerdotale Saint-Pie-X. Elle est en liens amicaux avec la société de l'Oratoire de Brompton à Londres et avec la Fraternité sacerdotale Saint-Pierre.
Son siège est à l'église Sainte-Afre (Institutkirche St. Afra) de Berlin. Elle dispose également d'un lieu de culte à Potsdam, à  Trèves et à Görlitz, autrefois aussi à Püttlingen. Ses séminaristes sont formés à la Baronius-Akademie.